# Besseyre et Rayne
Besseyre et Rayne war ein französischer Hersteller von Automobilen.

## Unternehmensgeschichte
Das Unternehmen aus Clermont-Ferrand begann 1908 mit der Produktion von Automobilen. Der Markenname lautete Besseyre et Rayne. Im gleichen Jahr endete die Produktion bereits wieder.

## Fahrzeuge
Das einzige Modell war ein offener Zweisitzer, der von einem luftgekühlten Vierzylinder-Zweitaktmotor angetrieben wurde. Eine weitere Besonderheit war das Fehlen eines Getriebes.